# 諾韋 (哈爾科夫區)
50°11′13″N 36°14′20″E / 50.18694°N 36.23889°E
諾韋（烏克蘭語：Нове）是位於烏克蘭東部的鄉村居民點，由哈爾科夫州哈爾科夫區的德爾哈奇市鎮負責管轄。該鄉始建於1961年，面積0.9平方公里，海拔高度164米，2001年人口74，人口密度每平方公里82.2人。